# Timmerskinn
Timmerskinn (Amylocorticiellum molle) är en svampart som först beskrevs av Elias Fries, och fick sitt nu gällande namn av Spirin & Zmitr. 2002. Amylocorticiellum molle ingår i släktet Amylocorticiellum och familjen Amylocorticiaceae.   Inga underarter finns listade i Catalogue of Life.
I den svenska databasen Dyntaxa används istället namnet Hypochniciellum molle för samma taxon.  Arten är reproducerande i Sverige.